# Cier-de-Rivière
Cier-de-Rivière ist eine französische Gemeinde mit 267 Einwohnern (Stand 1. Januar 2022) im Département Haute-Garonne in der Region Okzitanien (zuvor Midi-Pyrénées). Die Einwohner werden als Ciérois bezeichnet.

## Geographie
Umgeben wird Cier-de-Rivière von den sechs Nachbargemeinden: 
|            | Pointis-de-Rivière                          | Ardiège                 |
| Huos       | Kompassrose, die auf Nachbargemeinden zeigt |                         |
| Labroquère | Barbazan                                    | Sauveterre-de-Comminges |

## Bevölkerungsentwicklung
| Jahr                      | 1962 | 1968 | 1975 | 1982 | 1990 | 1999 | 2006 | 2011 | 2016 | 2019 |
| ------------------------- | ---- | ---- | ---- | ---- | ---- | ---- | ---- | ---- | ---- | ---- |
| Einwohner                 | 286  | 277  | 228  | 235  | 249  | 250  | 246  | 266  | 280  | 277  |
| Quelle: Cassini und INSEE |      |      |      |      |      |      |      |      |      |      |

## Sehenswürdigkeiten

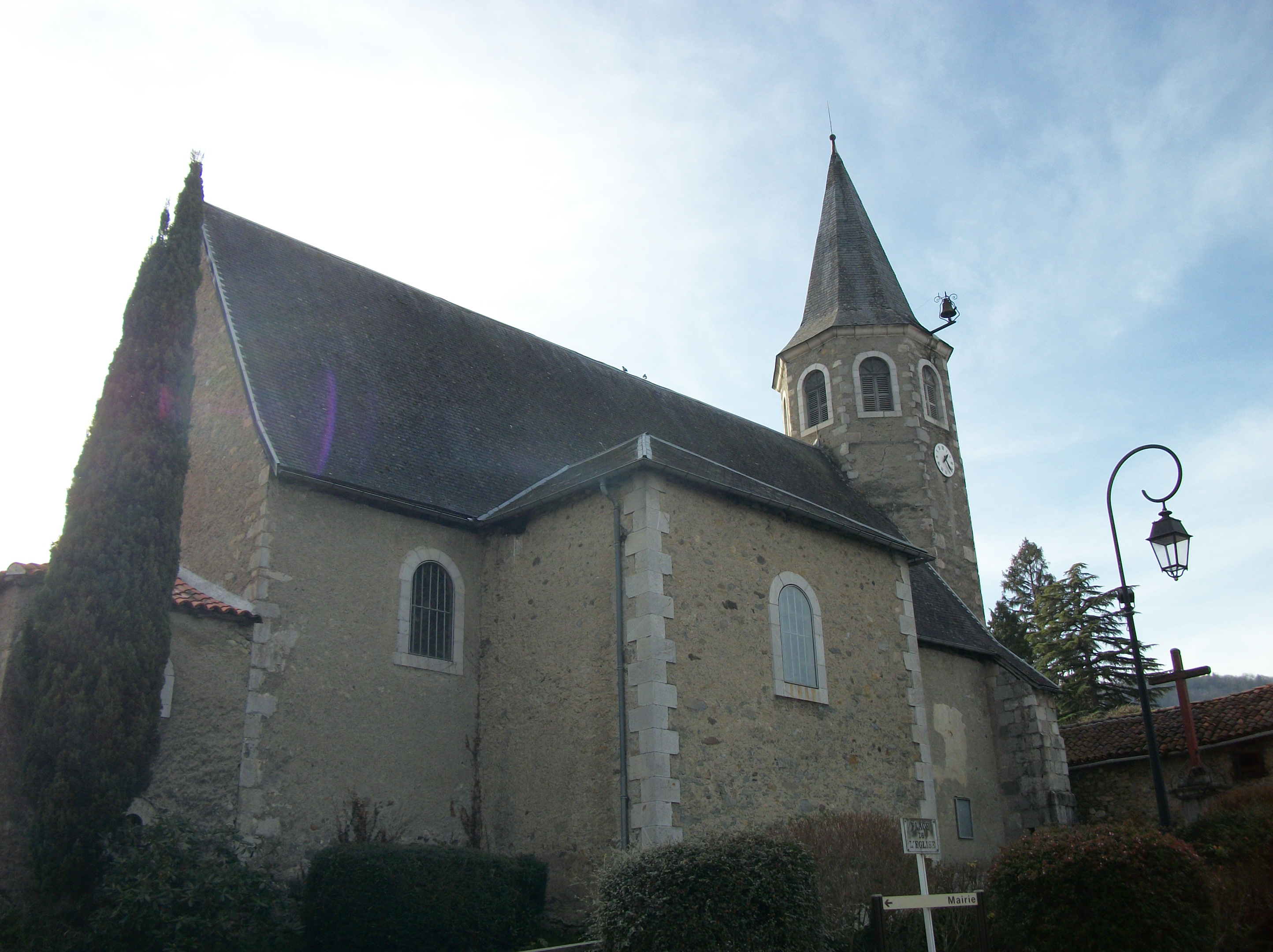
Kirche St-Jean-Baptiste

- Kirche St-Jean-Baptiste
- Waschhaus